# 北陸鉄道石川線
石川線（いしかわせん）は、石川県金沢市の野町駅と同県白山市の鶴来駅を結ぶ、北陸鉄道の鉄道路線である。かつては、鶴来駅で分岐していた能美線や加賀一の宮駅以南の金名線と直通運転を行い、3線をまとめて石川総線（いしかわそうせん）と呼んでいたが、その名残で、能美線と金名線が1980年代に廃止された後も石川線のことを指して「石川総線」ということがある。
またかつて石川線は白菊町駅 - 加賀一の宮駅間を結ぶ路線であったが、白菊町駅 - 野町駅間が1972年（昭和47年）9月20日に、鶴来駅 - 加賀一の宮駅間が2009年（平成21年）11月1日に廃止された。後者の廃止区間内は加賀白山バス（現在の北鉄白山バス）が運行する既存の瀬女行きの路線バスで代替している。

## 路線データ
- 路線距離（営業キロ）：13.8 km
- 軌間：1067 mm
- 駅数：17駅（起終点駅含む）
- 複線区間：なし（全線単線）
- 電化区間：全線（直流600 V）[10]
- 閉塞方式：自動閉塞式
- 最高速度：70 km/h[2]

## 歴史

### 石川鉄道
白山地域は木材や木炭、たばこなどの産地であり、貨物の需要が見込めることから、1912年8月予備役陸軍工兵大尉の木尾久雄ら8人により金沢市街六斗林から鶴来町を結ぶ軌間1067 mmの電気鉄道敷設を出願し、1913年4月鉄道敷設の許可が下りた。この計画には才賀電機商会の才賀藤吉も参加しており、技術供与や資金提供などが期待されていた。
ところが才賀電機商会の破綻により才賀関係者が手を引き資金の目処がたたなくなった。急遽他の出資をもとめた結果、愛知県の建設業栗田末松（栗田組）が参加することとなり、株式の過半は栗田関係者がもち、社長も愛知県在住の笹原辰太郎が就任し、1914年石川電気鉄道株式会社が設立された。
その間には鉄道用地の買収難、野々市村の路線誘致運動や松金馬車鉄道と並行線問題がおこり、路線の経路は二転三転したが最終的に国鉄野々市駅（現在の西金沢駅）に接続するように変更した。また不況の影響と資材の高騰から軌間1067 mmと電化は断念し、軌間762 mm蒸気機関車による方式にあらため、1915年6月に中古の蒸気機関車3両、日本車輌の新製の客車4両と貨車6両で新野々市駅（現在の新西金沢駅） - 鶴来駅間を開業し社名を石川鉄道と改めた。
1921年10月に金沢電気軌道が石川鉄道を買収しようとする計画が表面化した。ちょうど金沢電気軌道が金野鉄道（後述）を合併し電化改良工事をしており、石川鉄道を加えれば金沢市南部の物資を金沢市に移送することができる。また交通機関の統一のため石川県知事や鉄道省は合併容認の意向を示していた。県内株主達はようやく経営が安定したところで売却されることに反発したが、栗田をはじめとする愛知在住の大株主達は株式を金沢電気軌道に譲渡することとなり、1923年に合併が決まった。
| 年度 | 輸送人員（人） | 貨物量（トン） | 営業収入（円） | 営業費（円） | 営業益金（円） | その他損金（円）           | 支払利子（円） | 政府補助金（円） |
| ---- | -------------- | -------------- | -------------- | ------------ | -------------- | -------------------------- | -------------- | ---------------- |
| 1915 | 80,675         | 1,192          | 7,787          | 4,987        | 2,800          |                            |                |                  |
| 1916 | 130,173        | 9,105          | 18,494         | 16,031       | 2,463          |                            | 257            |                  |
| 1917 | 153,255        | 10,696         | 26,632         | 23,006       | 3,626          | 雑損金813                  | 4,018          | 4,554            |
| 1918 | 165,936        | 16,365         | 36,519         | 31,217       | 5,302          | 雑損金862政府補助金返納872 | 3,788          | 4,363            |
| 1919 | 204,052        | 20,105         | 59,237         | 41,587       | 17,650         | 政府補助金返納604          | 4,845          | 977              |
| 1920 | 207,196        | 20,629         | 77,954         | 45,505       | 32,449         | 雑損金38                   | 9,835          |                  |
| 1921 | 228,874        | 19,544         | 76,377         | 42,522       | 33,855         |                            |                |                  |
| 1922 | 281,380        | 23,796         | 91,180         | 43,313       | 47,867         |                            |                |                  |

- 鉄道院鉄道統計資料、鉄道省鉄道統計資料各年度版

### 金野軌道（きんやきどう）
1913年国鉄野々市駅（現在の西金沢駅）から犀川南岸を結ぶ貨物輸送を目的とした馬車軌道を金石馬車鉄道（金石電気鉄道）の社長であった横山俊二郎が個人で軌道条例に基づき出願した。8月に特許を取得したが、鉄道用地取得に手間取り、1915年3月になって工事着手、野々市駅から野町までの区間が竣工し1916年1月営業を開始した。しかしその後も工事は遅々として進まず結局終点を犀川南岸から白菊町に短縮して、1916年8月になり新野々市 - 野町 - 西金沢（後の白菊町駅）が全通した。なお1916年に個人から会社組織にし金野軌道株式会社になったが、横山家で全株式の過半をしめていた。その後馬車鉄道は既に時代遅れであることから1919年4月に蒸気鉄道に変更することに決定。社名を金野鉄道に変更し、資本金を20万円にしたが、実現しないまま1920年7月金沢電気軌道に合併された。
| 年度 | 輸送人員（人） | 貨物量（トン） | 営業収入（円） | 営業費（円） | 営業益金（円） | 客車 | 貨車 |
| ---- | -------------- | -------------- | -------------- | ------------ | -------------- | ---- | ---- |
| 1916 | 55,601         | 174            | 3,294          | 2,739        | 555            | 4    | 2    |
| 1917 | 66,783         | 522            | 4,082          | 3,193        | 889            | 5    | 2    |
| 1918 | 82,750         | 2,540          | 5,789          | 4,964        | 825            | 5    | 2    |
| 1919 | 99,200         | 3,767          | 7,612          | 9,636        | ▲ 2,024        | 5    | 2    |
| 1920 | 42,178         |                | 3,914          | 4,486        | ▲ 572          |      |      |
| 1920 | 35,208         |                | 2,768          | 2,923        | ▲ 155          | 3    |      |
| 1921 | 5,762          |                | 507            | 1,007        | ▲ 500          | 4    |      |

- 鉄道院鉄道統計資料、鉄道省鉄道統計資料各年度版
- 1920年度途中から馬力のまま金沢電気軌道と合併。1922年度馬力廃止

### 年表
- 1913年（大正2年）4月22日 - 石川電気鉄道に対し鉄道免許状下付（金沢市六斗林-鶴来町間 軌間1067 mm 動力電気）[1][16]。
- 1915年（大正4年）
  - 6月22日 - 石川電気鉄道が新野々市駅（現在の新西金沢駅） - 鶴来駅間（762 mm軌間・蒸気動力）を開業[1][17][18][19][20][21]。
  - 6月30日 - 石川電気鉄道が石川鉄道に改称[1][22]。
- 1916年（大正5年）
  - 1月14日 - 金野軌道が野町駅 - 新野々市駅間（890 mm軌間・馬力）を開業[1][24]。
  - 8月30日 - 金野軌道が西金沢駅（後の白菊町駅） - 野町駅間を開業[23][25]。
  - 12月1日 - 石川鉄道が野々市連絡駅（現在の野々市駅）開業[26]。
- 1919年（大正8年）8月18日 - 金野軌道が金野鉄道に改称[1][23]。
- 1920年（大正9年）
  - 3月1日 - 石川鉄道が野々市連絡駅 - 大額駅（現在の額住宅前駅）間の上野々市駅（初代）廃止[27]。
  - 3月15日 - 石川鉄道が野々市連絡駅を上野々市駅（2代）に改称[28]。
  - 7月15日 - 金沢電気軌道が金野鉄道を合併[1][23]。
- 1921年（大正10年）8月1日 - 石川鉄道が新野々市駅 - 鶴来駅間を1067 mmに改軌、直流600 V電化[1][29]。
- 1922年（大正11年）10月1日 - 金沢電気軌道が西金沢駅 - 新野々市駅間の軌道線（元の金野軌道線）を廃止し[1]、1067 mmに改軌・電化して地方鉄道線として開業[1][21][29]、石川鉄道線と直通運転を開始[1]。
- 1923年（大正12年）5月1日 - 金沢電気軌道が石川鉄道を買収[1][21][29]。
- 1925年（大正14年）
  - 5月1日 - 西金沢駅を白菊町駅に改称[30]。
  - 9月5日  - 日御子駅開業[31]。
- 1926年（大正15年）2月10日 - 新野々市駅を新西金沢駅に、上野々市駅（2代）を野々市駅に改称[32]。
- 1927年（昭和2年）
  - 8月17日 - 三十苅駅開業[33]。
  - 12月28日 - 金名鉄道（きんめいてつどう）が鶴来駅 - 神社前駅（後の加賀一の宮駅）間（1067mm軌間・蒸気動力）を開業[34][35]。
- 1929年（昭和4年）
  - 3月11日 - 金名鉄道が鶴来駅 - 神社前駅間を金沢電気軌道に譲渡[21][34][35][36]。
  - 9月14日  - 鶴来駅 - 神社駅間を電化[29][37]。
- 1931年（昭和6年）8月11日 - 上野々市駅（3代、現在の野々市工大前駅）開業[38]。
- 1934年（昭和9年）12月1日 - 西泉駅開業[38]。
- 1935年（昭和10年）3月2日 - 粟田駅（現在の乙丸駅）開業[39]。
- 1937年（昭和12年）
  - 8月1日 - 井口駅開業[31]。
  - 12月8日 - 神社前駅を加賀一の宮駅に改称[40]。
- 1941年（昭和16年）8月1日 - 北陸合同電気（現在の北陸電力）設立。金沢電気軌道を合併[1]。
- 1942年（昭和17年）3月26日 - 北陸合同電気から交通部門を分離して（旧）北陸鉄道を設立[41][42]。
- 1943年（昭和18年）
  - 2月1日 - 馬替駅開業[39]。
  - 10月13日 - （旧）北陸鉄道・金石電気鉄道・温泉電軌・金名鉄道・能登鉄道ほかが合併して北陸鉄道設立。同社の石川線となる[1][21][43]。
- 1944年（昭和19年）10月23日 - 松金線野町駅 - 野々市駅間廃止に伴い松金線との直通運転を開始[要出典]。
- 1946年（昭和21年）以降 - 粟田駅 - 四十万駅間の三十苅駅、日御子駅 - 鶴来駅間の月橋駅廃止[33]。
- 1949年（昭和24年）6月2日  - 能美線との直通運転を開始[44]。
- 1963年（昭和38年）
  - 4月以前 - 粟田駅を乙丸駅に改称[33]。
  - 4月11日 - 上野々市駅（3代）を工専前駅に改称[33][45]。
- 1965年（昭和40年）7月15日 - 大額駅を額住宅前駅に改称[46]。
- 1966年（昭和41年）9月15日 - 工専前駅を野々市工大前駅に改称[33][45]。
- 1970年（昭和45年）4月1日 - 白菊町駅 - 野町駅間の旅客営業を廃止[47]、貨物列車のみの運行となる[1]。
- 1972年（昭和47年）9月20日 - 白菊町駅 - 野町駅間廃止[1][48]。
- 1976年（昭和51年）4月1日 - 貨物営業廃止[49]。
- 1980年（昭和55年）9月14日 - 能美線廃止[44][50]。
- 1983年（昭和58年）5月21日 - 道法寺駅・井口駅に臨時駅員を配置したうえで臨時ダイヤを組み両駅間の時間運休を行い、時間運休中、両駅間にある道法寺踏切を全国植樹祭に来臨した昭和天皇の車列が通過[要出典]。
- 1984年（昭和59年）12月12日 - 金名線休止[35]。
- 1987年（昭和62年）4月29日 - 金名線廃止[35][51]。これ以降、車内乗車券の路線表示が「石川総線」から「石川線」となる。
- 1990年（平成2年）7月24日 - 通常運行列車を冷房完備の7000系（元東急7000系）へ置き換え[52]。これに伴いワンマン運転を開始[52]。
- 2002年（平成14年）11月23日 - ATSの使用を開始[53][54]。
- 2006年（平成18年）12月1日 - 準急列車を全廃し、全列車普通とする[55]。運行本数が微減し、最終の時刻も数分繰り上がる。
- 2009年（平成21年）11月1日 - 鶴来駅 -加賀一の宮駅間 (2.1 km) を廃止[5][7][8]。
- 2015年（平成27年）3月14日 - 陽羽里駅開業[56][57][58][59]。
- 2019年（平成31年）4月1日 - 駅ナンバリングを導入[60]。
- 2024年（令和6年）1月1日 - 能登半島地震が発生。発生後、翌日の1月2日まで運転を見合わせた[61]。

## 運行形態

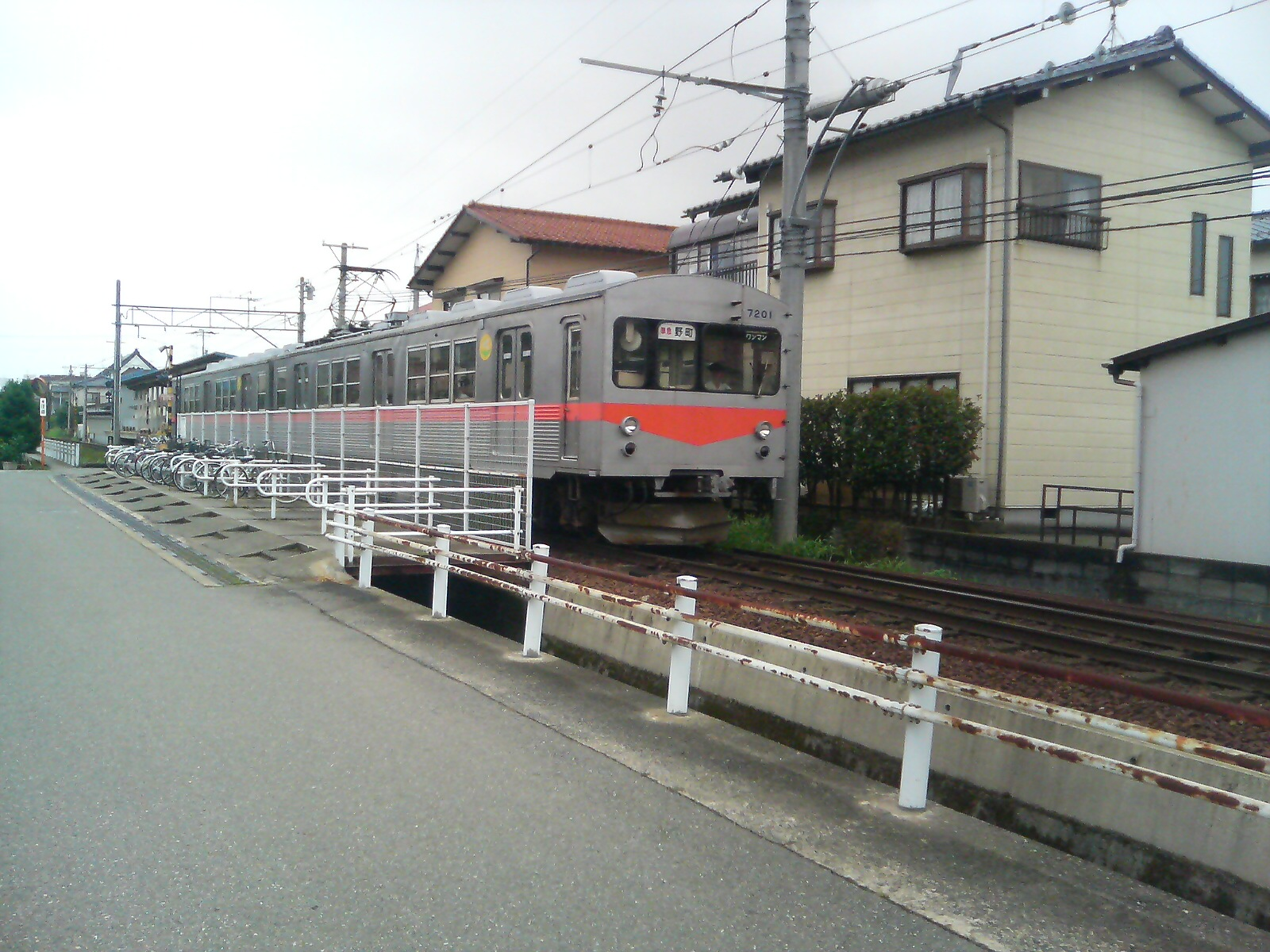
かつて運転されていた準急野町行き（馬替駅付近）

すべて各駅に停車する普通列車で、途中駅折り返しはなく、日中約60分間隔（朝は15 - 20分間隔）で運転されている。所要時間は野町駅 - 鶴来駅間が約30分である。鶴来駅の始発は6時、野町駅の最終は22時である。
土曜日の鶴来発の1本を除く全列車がワンマン運転されており、各車両の中央のドアには「このドアは開きません」というステッカーが貼られている。
鶴来駅 - 加賀一の宮駅間が廃止される前の2009年10月31日までは、野町駅から加賀一の宮駅まで運転の列車と、鶴来駅折り返しの列車がおおむね交互に運行されていた（日中は32分間隔）。所要時間は野町駅 - 加賀一の宮駅間が約35分であった。毎年大晦日の深夜から元日の朝にかけては白山比咩神社への初詣客向けに、加賀一の宮駅発着の臨時列車による終夜運転が行われていた。終夜運転は鶴来駅 - 加賀一の宮駅間廃止後も行われている。
2006年11月30日までは、日中の野町駅 - 鶴来駅間の系統は準急列車で運行されていた。準急は交換設備のアンバランスによる運行間隔是正を主目的として運行。押野駅・野々市駅・小柳駅は準急の全列車が通過、馬替駅と曽谷駅は一部の準急が通過となっていた。所要時間は野町 - 鶴来間が約25分であった。1995年3月29日までは、金沢市内バスとの競合回避や速達サービス提供を目的に、日中は全列車が準急列車として運行されていた。停車駅により準急Aと準急Bに分け、野々市工大前以南では通過駅を振り分ける（乗車機会均等化のため）形で運行されていた。種別が準急となっていたのは、過去には上位列車として急行の設定（西泉・新西金沢・野々市工大前・額住宅前の各駅のみ停車）があったためである。なお、2022年10月16日に鉄道の日を記念したイベント「ほくてつ電車まつり」の関連企画として、この日限定で16年ぶりとなる準急が2往復運行された。
1980年ごろのダイヤでは、金名線白山下駅まで行く列車が朝夕にあり、最終列車も早めに設定されていた。
2002年から夏季に運行しているビール電車を始め、おでんでんしゃや、妖怪電車といった各種イベント列車を運行している。
なお、路面電車の北陸鉄道金沢市内線廃止後は金沢駅（北陸鉄道浅野川線北鉄金沢駅） - 野町駅間を結ぶ鉄軌道はなく、バスでの連絡となっているが、 金沢港 - 金沢駅 - 野町駅間をLRTあるいはBRT方式で結ぶという案が浮上している。

## 利用状況
北陸鉄道石川線の輸送実績を下表に記す。
表中、最高値を赤色で、最高値を記録した年度以降の最低値を青色で、最高値を記録した年度以前の最低値を緑色で表記している。

### 輸送実績
石川線（石川総線）の近年の輸送実績を下表に記す。輸送量は減少傾向にあったが、鶴来駅 - 加賀一の宮駅間廃止以後は増加傾向にある。
輸送密度については、石川総線を構成する能美線・金名線廃止により改善した時期もあったが、鶴来駅 - 加賀一の宮駅間廃止まで減少を続け、同区間廃止後は改善している。表中、最高値を赤色で、最高値を記録した年度以降の最低値を青色で、最高値を記録した年度以前の最低値を緑色で表記している。
| 年度別輸送実績     | 年度別輸送実績             | 年度別輸送実績             | 年度別輸送実績             | 年度別輸送実績             | 年度別輸送実績 | 年度別輸送実績                   |
| 年 度              | 輸送実績（乗車人員）：万人 | 輸送実績（乗車人員）：万人 | 輸送実績（乗車人員）：万人 | 輸送実績（乗車人員）：万人 | 輸送密度 人/日 | 特 記 事 項                      |
| ------------------ | -------------------------- | -------------------------- | -------------------------- | -------------------------- | -------------- | -------------------------------- |
| 年 度              | 通勤定期                   | 通学定期                   | 定 期 外                   | 合 計                      | 輸送密度 人/日 | 特 記 事 項                      |
| 1977年（昭和52年） | 70.9                       | 87.8                       | 132.8                      | 291.5                      | 1,191          |                                  |
| 1978年（昭和53年） | 70.4                       | 84.4                       | 126.4                      | 281.3                      | 1,155          |                                  |
| 1979年（昭和54年） | 64.9                       | 79.8                       | 125.9                      | 270.8                      | 1,138          |                                  |
| 1980年（昭和55年） | 65.2                       | 75.5                       | 134.3                      | 275.2                      | 1,333          | 能美線廃止                       |
| 1981年（昭和56年） | 60.1                       | 74.9                       | 125.7                      | 260.8                      | 1,547          |                                  |
| 1982年（昭和57年） | 57.4                       | 73.9                       | 130.5                      | 261.8                      | 1,566          |                                  |
| 1983年（昭和58年） | 55.1                       | 78.3                       | 129.6                      | 263.0                      | 1,541          |                                  |
| 1984年（昭和59年） | 49.6                       | 67.0                       | 112.1                      | 228.8                      | 1,402          | 金名線休止                       |
| 1985年（昭和60年） | 46.2                       | 69.4                       | 111.3                      | 226.9                      | 1,367          |                                  |
| 1986年（昭和61年） | 40.9                       | 70.1                       | 102.0                      | 213.0                      | 1,304          |                                  |
| 1987年（昭和62年） | 37.8                       | 61.7                       | 94.2                       | 193.7                      | 2,264          | 金名線廃止                       |
| 1988年（昭和63年） | 41.2                       | 64.8                       | 93.8                       | 199.8                      | 2,502          |                                  |
| 1989年（平成元年） | 40.3                       | 62.8                       | 88.5                       | 191.6                      | 2,425          |                                  |
| 1990年（平成2年）  | 40.1                       | 66.0                       | 88.8                       | 194.9                      | 2,519          | 冷房電車導入 ワンマン運転開始    |
| 1991年（平成3年）  | 38.6                       | 71.1                       | 86.9                       | 196.6                      | 2,569          |                                  |
| 1992年（平成4年）  | 35.8                       | 69.0                       | 87.6                       | 192.4                      | 2,494          |                                  |
| 1993年（平成5年）  | 35.9                       | 64.9                       | 90.0                       | 190.8                      | 2,432          |                                  |
| 1994年（平成6年）  | 34.0                       | 64.1                       | 87.3                       | 185.4                      | 2,371          |                                  |
| 1995年（平成7年）  | 30.7                       | 70.2                       | 89.4                       | 190.3                      | 2,415          |                                  |
| 1996年（平成8年）  | 30.8                       | 70.2                       | 90.2                       | 191.2                      | 2,455          |                                  |
| 1997年（平成9年）  | 31.0                       | 68.0                       | 84.7                       | 183.7                      | 2,350          |                                  |
| 1998年（平成10年） | 27.1                       | 62.0                       | 79.6                       | 168.7                      | 2,205          |                                  |
| 1999年（平成11年） | 24.1                       | 55.6                       | 78.7                       | 158.4                      | 2,002          |                                  |
| 2000年（平成12年） | 22.4                       | 52.0                       | 73.2                       | 147.6                      | 1,874          |                                  |
| 2001年（平成13年） | 20.9                       | 51.6                       | 66.9                       | 139.4                      | 1,778          |                                  |
| 2002年（平成14年） | 22.0                       | 53.0                       | 70.3                       | 145.3                      | 1,854          |                                  |
| 2003年（平成15年） | 21.4                       | 50.0                       | 71.5                       | 142.9                      | 1,840          |                                  |
| 2004年（平成16年） | 21.0                       | 49.2                       | 65.1                       | 135.3                      | 1,737          |                                  |
| 2005年（平成17年） | 20.0                       | 48.7                       | 64.1                       | 132.8                      | 1,681          |                                  |
| 2006年（平成18年） | 21.3                       | 45.0                       | 61.8                       | 128.1                      | 1,622          |                                  |
| 2007年（平成19年） | 23.3                       | 43.2                       | 60.3                       | 126.8                      | 1,621          |                                  |
| 2008年（平成20年） | 24.2                       | 44.2                       | 58.8                       | 127.2                      | 1,609          |                                  |
| 2009年（平成21年） | 23.1                       | 39.7                       | 58.4                       | 121.2                      | 1,624          | 鶴来駅 - 加賀一の宮駅間を廃止    |
| 2010年（平成22年） | 23.0                       | 42.0                       | 56.5                       | 121.4                      | 1,728          |                                  |
| 2011年（平成23年） | 21.9                       | 40.7                       | 54.8                       | 117.4                      | 1,659          |                                  |
| 2012年（平成24年） | 21.9                       | 43.4                       | 51.3                       | 116.6                      | 1,713          |                                  |
| 2013年（平成25年） | 21.6                       | 47.4                       | 51.8                       | 120.9                      | 1,798          |                                  |
| 2014年（平成26年） | 22.3                       | 44.9                       | 49.7                       | 116.9                      | 1,756          | 陽羽里駅開業、北陸新幹線金沢開業 |
| 2015年（平成27年） | 22.7                       | 44.3                       | 54.4                       | 121.4                      | 1,838          |                                  |
| 2016年（平成28年） | 25.3                       | 44.9                       | 55.1                       | 125.3                      | 1,868          |                                  |
| 2017年（平成29年） | 25.1                       | 47.1                       | 57.5                       | 129.7                      | 1,930          |                                  |
| 2018年（平成30年） | 24.9                       | 49.6                       | 56.8                       | 131.3                      | 1,952          |                                  |
| 2019年（令和元年） | 25.5                       | 44.4                       | 55.1                       | 125.0                      | 1,877          |                                  |
| 2020年（令和2年）  | 19.3                       | 27.2                       | 38.6                       | 85.1                       | 1,314          |                                  |
| 2021年（令和3年）  | 19.2                       | 30.4                       | 39.4                       | 89.0                       | 1,391          |                                  |
| 2022年（令和4年）  | 19.1                       | 36.2                       | 42.5                       | 97.8                       |                |                                  |
| 2023年（令和5年）  | 21.2                       | 38.8                       | 46.4                       | 106.4                      |                |                                  |

### 収入実績
石川線（石川総線）の近年の収入実績を下表に記す。旅客運賃収入は1996年（平成8年）以降減少している。運輸雑収については年度による変動が大きい。
表中、収入の単位は千円。数値は年度での値。表中、最高値を赤色で、最高値を記録した年度以降の最低値を青色で、最高値を記録した年度以前の最低値を緑色で表記している。
| 年度別収入実績     | 年度別収入実績          | 年度別収入実績          | 年度別収入実績          | 年度別収入実績          | 年度別収入実績          | 年度別収入実績     | 年度別収入実績   |
| 年 度              | 旅客運賃収入：千円/年度 | 旅客運賃収入：千円/年度 | 旅客運賃収入：千円/年度 | 旅客運賃収入：千円/年度 | 旅客運賃収入：千円/年度 | 運輸雑収 千円/年度 | 総合計 千円/年度 |
| ------------------ | ----------------------- | ----------------------- | ----------------------- | ----------------------- | ----------------------- | ------------------ | ---------------- |
| 年 度              | 通勤定期                | 通学定期                | 定 期 外                | 手小荷物                | 合 計                   | 運輸雑収 千円/年度 | 総合計 千円/年度 |
| 1977年（昭和52年） | 169,676                 | ←←←←                    | 219,637                 | 5,197                   | 394,511                 | 7,877              | 402,388          |
| 1978年（昭和53年） | 186,152                 | ←←←←                    | 236,167                 | 4,205                   | 426,525                 | 6,469              | 432,995          |
| 1979年（昭和54年） | 186,684                 | ←←←←                    | 248,816                 | 3,354                   | 438,854                 | 8,012              | 446,867          |
| 1980年（昭和55年） | 181,131                 | ←←←←                    | 253,878                 | 3,010                   | 438,020                 | 7,876              | 445,897          |
| 1981年（昭和56年） | 171,283                 | ←←←←                    | 236,236                 | 2,313                   | 409,833                 | 8,339              | 418,173          |
| 1982年（昭和57年） | 166,321                 | ←←←←                    | 246,498                 | 1,824                   | 414,643                 | 8,944              | 423,587          |
| 1983年（昭和58年） | 179,543                 | ←←←←                    | 259,897                 | 1,520                   | 440,960                 | 8,326              | 449,286          |
| 1984年（昭和59年） | 179,877                 | ←←←←                    | 247,640                 | 829                     | 428,346                 | 9,039              | 437,386          |
| 1985年（昭和60年） | 185,521                 | ←←←←                    | 252,855                 | 666                     | 439,042                 | 9,676              | 448,718          |
| 1986年（昭和61年） | 190,391                 | ←←←←                    | 246,148                 | 699                     | 437,238                 | 11,110             | 448,348          |
| 1987年（昭和62年） | 71,659                  | 106,422                 | 232,011                 | 479                     | 410,571                 | 9,884              | 420,455          |
| 1988年（昭和63年） | 80,292                  | 115,448                 | 236,461                 | 521                     | 432,722                 | 8,553              | 441,275          |
| 1989年（平成元年） | 78,842                  | 113,146                 | 230,245                 | 542                     | 422,775                 | 9,047              | 431,822          |
| 1990年（平成2年）  | 81,147                  | 122,968                 | 238,167                 | 546                     | 442,828                 | 11,460             | 454,288          |
| 1991年（平成3年）  | 79,022                  | 132,356                 | 234,712                 | 556                     | 446,646                 | 9,500              | 456,146          |
| 1992年（平成4年）  | 73,665                  | 128,487                 | 235,625                 | 489                     | 438,266                 | 11,038             | 449,304          |
| 1993年（平成5年）  | 72,695                  | 119,358                 | 241,428                 | 482                     | 433,963                 | 13,150             | 447,113          |
| 1994年（平成6年）  | 69,360                  | 117,337                 | 232,624                 | 416                     | 419,737                 | 13,374             | 433,111          |
| 1995年（平成7年）  | 61,983                  | 127,179                 | 238,775                 | 423                     | 428,360                 | 14,168             | 442,528          |
| 1996年（平成8年）  | 62,227                  | 127,509                 | 242,191                 | 410                     | 432,337                 | 12,723             | 445,060          |
| 1997年（平成9年）  | 61,999                  | 123,063                 | 226,778                 | 19                      | 411,859                 | 12,286             | 424,145          |
| 1998年（平成10年） | 55,347                  | 113,815                 | 213,132                 | 19                      | 382,313                 | 13,430             | 395,743          |
| 1999年（平成11年） | 48,985                  | 101,952                 | 209,705                 | 19                      | 360,661                 | 12,664             | 373,325          |
| 2000年（平成12年） | 45,842                  | 95,555                  | 195,868                 | 17                      | 337,282                 | 11,528             | 348,810          |
| 2001年（平成13年） | 42,937                  | 93,641                  | 180,309                 | 19                      | 316,906                 | 11,184             | 328,090          |
| 2002年（平成14年） | 44,625                  | 96,332                  | 189,218                 | 24                      | 330,199                 | 9,178              | 339,377          |
| 2003年（平成15年） | 44,940                  | 90,885                  | 193,707                 | 26                      | 329,558                 | 111,104            | 440,662          |
| 2004年（平成16年） | 44,395                  | 88,417                  | 177,337                 | 26                      | 310,175                 | 11,092             | 321,267          |
| 2005年（平成17年） | 41,835                  | 87,406                  | 174,319                 | 25                      | 303,585                 | 10,520             | 314,105          |
| 2006年（平成18年） | 43,547                  | 78,177                  | 168,356                 | 25                      | 290,105                 | 10,911             | 301,016          |
| 2007年（平成19年） |                         |                         |                         |                         |                         |                    |                  |
| 2008年（平成20年） |                         |                         |                         |                         |                         |                    |                  |
| 2009年（平成21年） |                         |                         |                         |                         |                         |                    |                  |
| 2010年（平成22年） |                         |                         |                         |                         |                         |                    |                  |
| 2011年（平成23年） |                         |                         |                         |                         |                         |                    |                  |
| 2012年（平成24年） | 37,658                  | 66,241                  | 138,054                 | 0                       | 241,953                 | 7,508              | 249,462          |
| 2013年（平成25年） | 36,086                  | 71,370                  | 136,536                 | 0                       | 243,992                 | 8,537              | 252,529          |
| 2014年（平成26年） | 37,562                  | 67,790                  | 128,976                 | 0                       | 234,328                 | 8,983              | 243,311          |
| 2015年（平成27年） | 38,033                  | 67,978                  | 141,573                 | 0                       | 247,583                 | 9,462              | 257,045          |
| 2016年（平成28年） | 42,117                  | 68,008                  | 143,333                 | 0                       | 253,458                 | 9,034              | 262,492          |
| 2017年（平成29年） | 40,683                  | 72,088                  | 149,267                 | 0                       | 262,038                 | 8,982              | 271,021          |
| 2018年（平成30年） | 40,476                  | 71,367                  | 147,102                 | 0                       | 258,945                 | 8,287              | 267,232          |
| 2019年（令和元年） | 42,653                  | 69,274                  | 144,503                 | 0                       | 256,431                 | 6,227              | 262,658          |
| 2020年（令和2年）  | 34,476                  | 48,771                  | 102,539                 | 0                       | 185,787                 | 4,609              | 190,396          |
| 2021年（令和3年）  | 34,520                  | 55,597                  | 106,359                 | 0                       | 196,476                 | 4,867              | 201,343          |
| 2022年（令和4年）  | 35,213                  | 62,431                  | 116,857                 | 0                       | 214,501                 |                    |                  |
| 2023年（令和5年）  | 37,930                  | 66,021                  | 129,546                 | 0                       | 233,497                 |                    |                  |

## 車両

### 現有車両

#### 電車
- 7000系（元東急7000系）
- 7700系（元京王3000系）

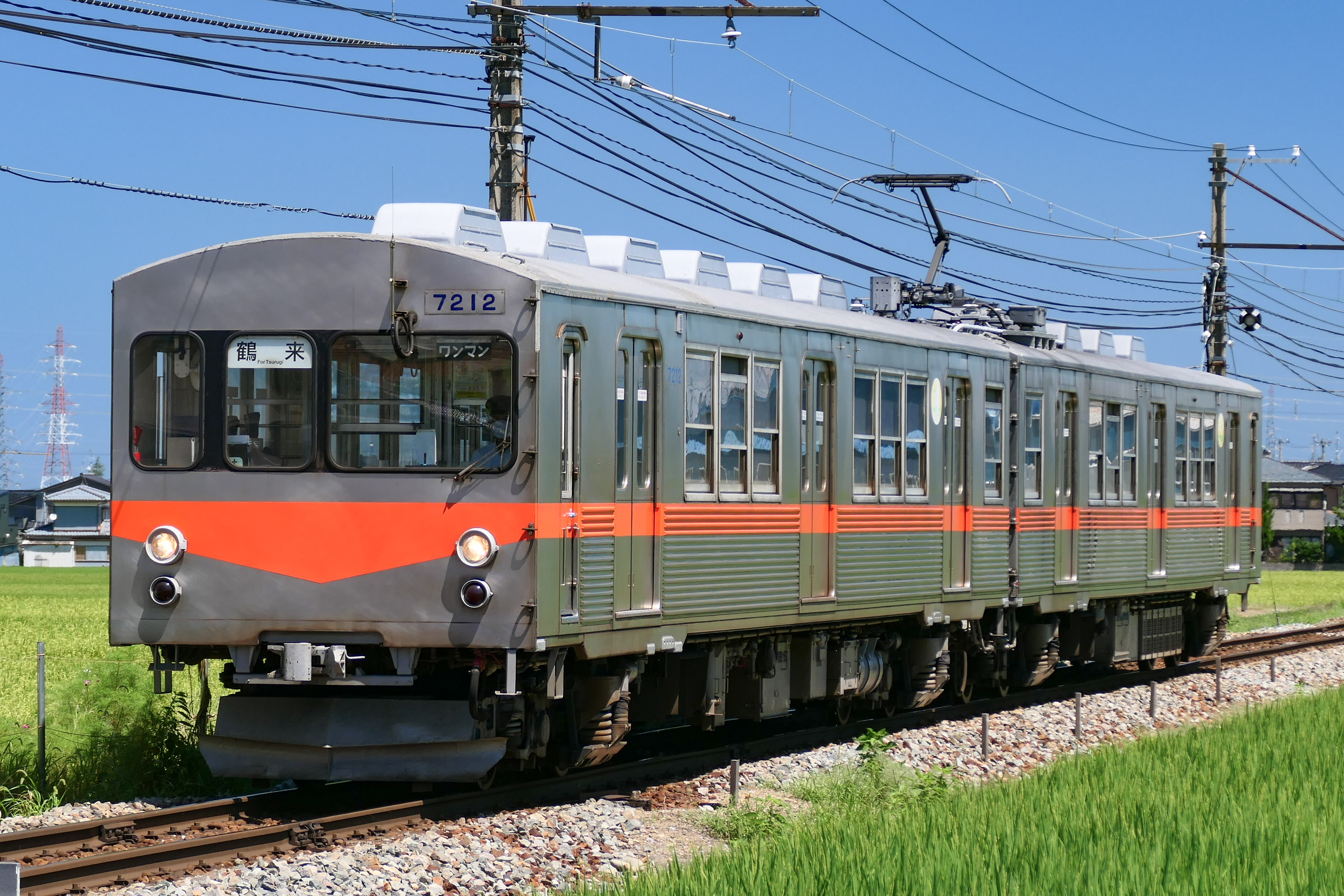
7000系（2022年7月 井口駅 - 道法寺駅間）
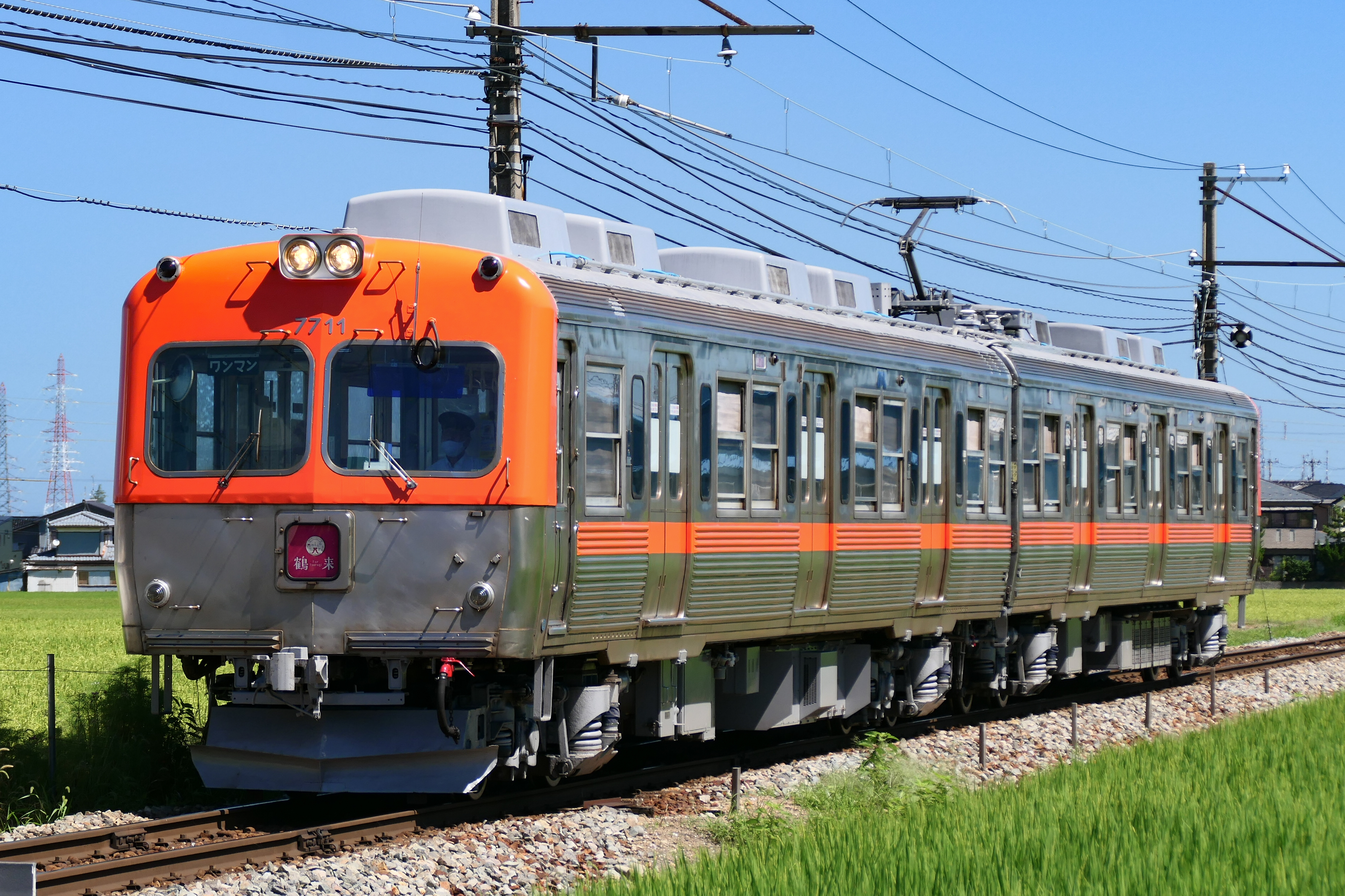
7700系（2022年7月 井口駅 - 道法寺駅間）

#### 電気機関車

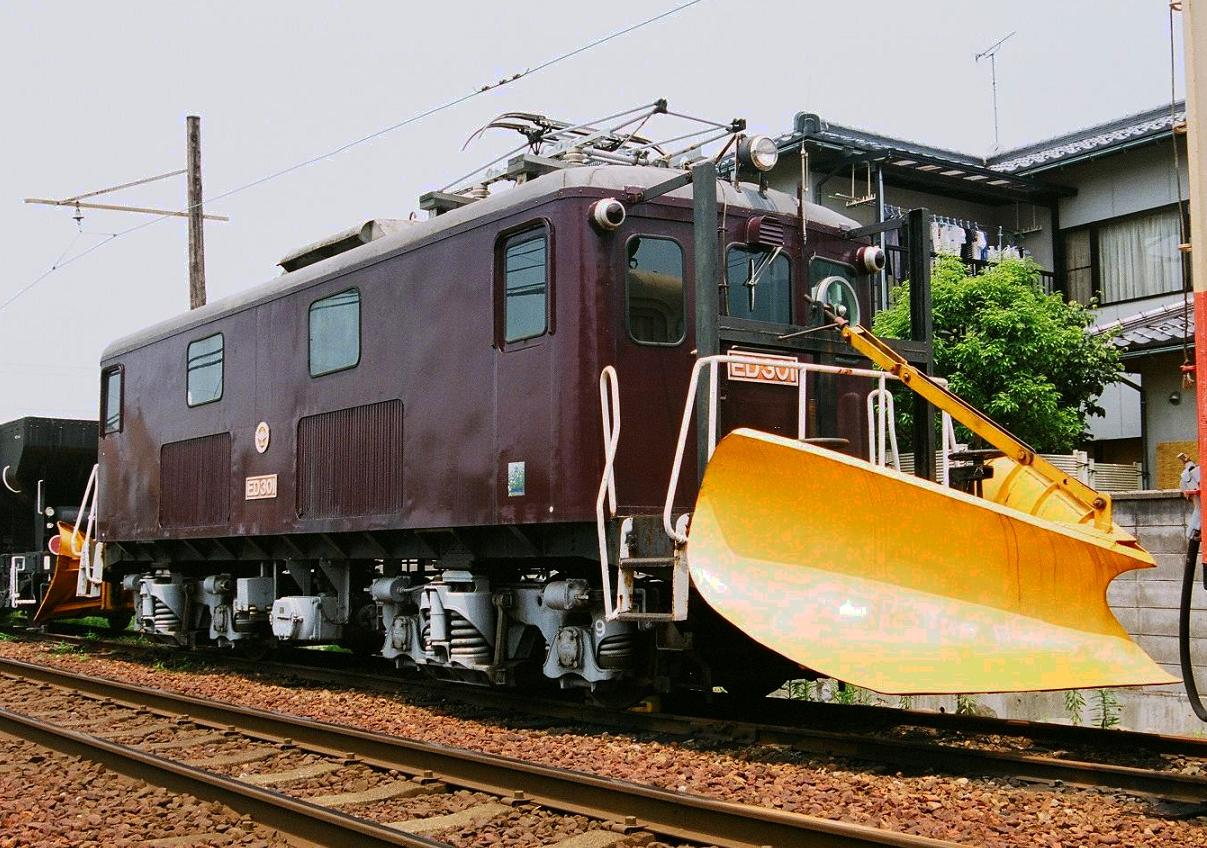
ED301

- ED20形

#### ディーゼル機関車
- DL7形
日本貨物鉄道（JR貨物）から譲渡されたロータリー除雪装置付の軌道モーターカー。2008年（平成20年）秋に搬入され、DL11に代わって鶴来検車区の入れ換え用として使用されている。

### 過去の車両

#### 電車
- モハ1500形（モハ3710形）
- モハ3000形
- モハ5100形（モハ3760形）
- サハ1000形（モハ3730形）
- モハ3150形・クハ1150形
元は現在のJR飯田線の一部区間の前身である伊那電気鉄道のデ120形で、国有化を経て末期は富山港線で使用されていたものを1956年（昭和31年）に譲り受けている。当初はモハ3100形を名乗り、3101、3102が浅野川線に、3103, 3104が石川総線に配属されていたが、浅野川線では出力が強すぎるためモーターが4個から2個に減らされていた。1961年（昭和36年）に石川総線所属の2両はモハ3150形3151、3152と改称・改番され、浅野川線所属の2両については1965年（昭和40年）から1966年（昭和41年）にかけて石川総線へ転属したが、その際電装解除・制御車化されてクハ1150形1151、1152と改称・改番された。その後1967年（昭和42年）から1968年（昭和43年）にかけて廃車され、台車や主要機器はモハ3770形とクハ1720形に転用された。なお、モハ3151・クハ1151の車体は魚礁として白山市（当時は松任市）沖の日本海に沈められた。
- モハ3700形
- モハ3750形
- モハ3770形・クハ1720形
- モハ3740形
- サハ2000形（サハ2001, 2002） 
乗客の増加に対応するために増備された付随車で、経歴は能登鉄道木造客車ホハ1, 2→北陸鉄道能登線ホハ1201、1202→石川線サハ611、612。木造時代はセミクロスシートを備え、団体貸切などに使用された。サハ2001は1956年（昭和31年）自社工場製でどういう訳か種車の車籍を継承せず、車籍上は国鉄木造客車ホハ12000→サハ651（北陸鉄道での車籍は与えられないまま使用されていた）を改造したことになっている。サハ2002は張り上げ屋根で1957年（昭和32年）にサハ612の改造として東洋工機および日本車輌で製造された。付随車であるが運転台と乗務員扉を持ち、後に正式に制御車化されてクハ1711、1712となった。その後1973年（昭和48年）に浅野川線に転属、その際に制御方式が変更されたためクハ1210形と改称されている。

| 年   | 記号番号                                                                       |
| ---- | ------------------------------------------------------------------------------ |
| 1986 | クハ1724                                                                       |
| 1987 | クハ1722、モハ3703・3704                                                       |
| 1990 | モハ3732、3741-3744、3772・3773、クハ1721・1723（モハ3762→クハ1301浅野川線へ） |
| 1996 | モハ3731                                                                       |
| 2006 | モハ3751、3761                                                                 |
| 2007 | モハ3752                                                                       |

- 寺田裕一『ローカル私鉄車輌20年 西日本編』JTB、2002年、『私鉄車両編成表』各年版、ジェーアールアール

#### 電気機関車
- ED30形 ED301
- EB23形（EB231） 
元能美電気鉄道デ8→北陸鉄道モハ621。2軸単車で、機関車代用として新西金沢車庫や鶴来車庫で構内入換に使用された。後にボギー車化、側面窓の大部分の埋め込み、前面窓のHゴム支持化などの改造を受けED23形と改称されている。
- EB11形（EB111） 
元温泉電軌デハ2。2軸単車で機関車代用として新西金沢工場の構内入換に使用され、モヤ551と称された時期もあった。
- ED20形（ED201） 
元能美電気鉄道デキ1で1938年（昭和13年）、木南車両製の小型凸形電機。主に石川線の貨物列車の牽引に使用された。

#### ディーゼル機関車
- DL1形
1966年（昭和41年）富士重工業製の軌道モーターカー。当初は保線列車や除雪に使用されたが、晩年は構内入換用となっていた。2007年10月廃車[73]。
- DL3形
1979年（昭和54年）に国鉄から払い下げを受けたロータリー式除雪車。L型の車体で、運転台側にロータリーヘッド、機器室側にラッセルヘッドを装着していた。2007年10月廃車[73]。

#### 貨車

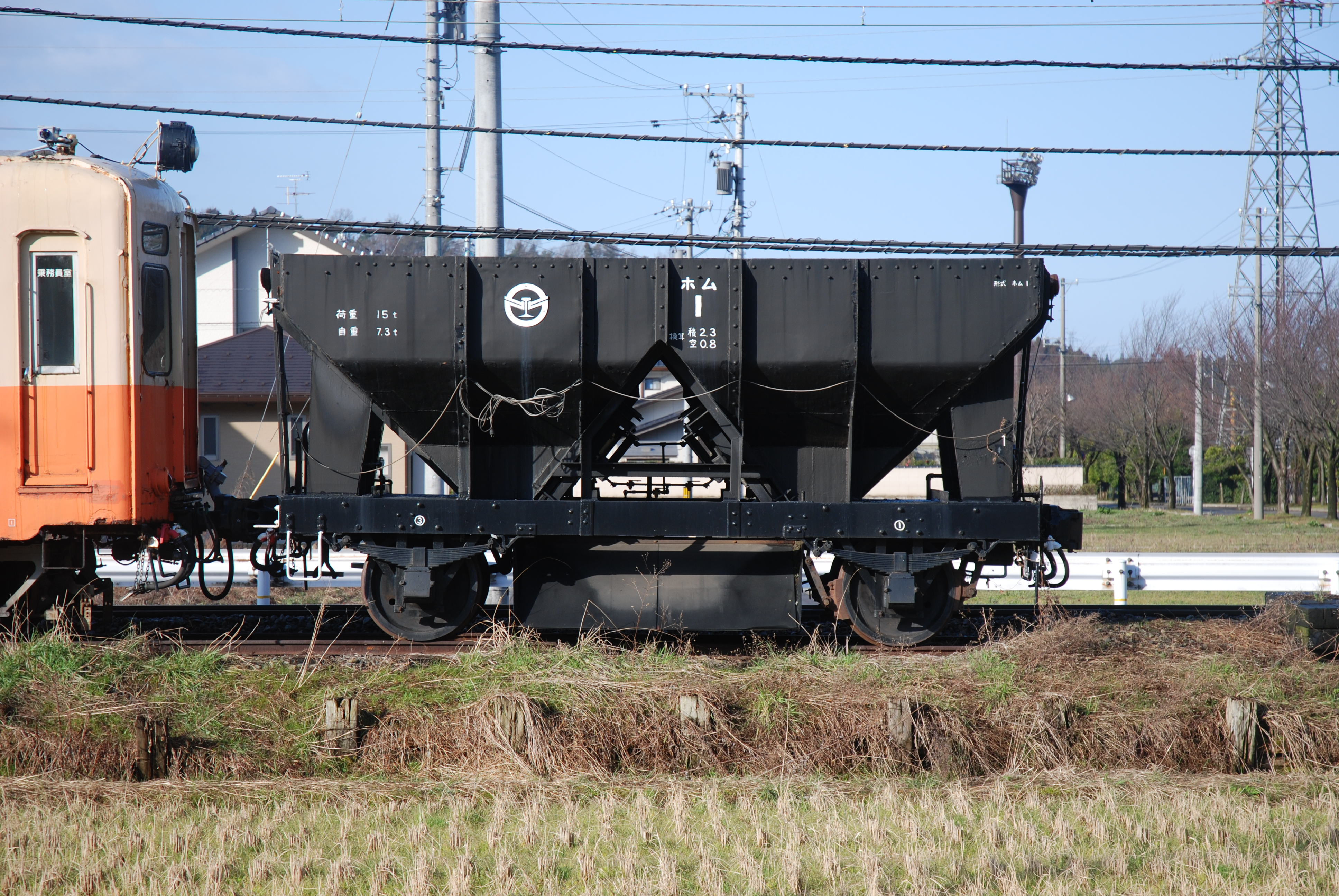
ホム1

- ホム1形ホム1
1967年に近江鉄道から譲受けたもので、書類上は1961年（昭和36年）西武所沢車両工場製とされているが、実際には1914年製の小倉鉄道セム1形を出自とする。バラスト撒布用に使用されていたが、2007年10月廃車となる[73]。晩年はほとんど使われることなく鶴来駅構内に留置されていた。廃車後は金沢市在住の個人が25万円で買い取り、富山県高岡市の工場で保管。2015年、能美市立博物館（当時）に隣接する「のみでん広場」での常設展示（静態保存）を開始した[74][75]。

## 駅一覧
- 全駅石川県内に所在。

### 営業中の区間
- すべて普通列車で各駅に停車。

| 駅番号 | 駅名           | 駅間キロ | 営業キロ | 接続路線・備考                               | 所在地   |
| ------ | -------------- | -------- | -------- | -------------------------------------------- | -------- |
| I01    | 野町駅         | -        | 0.0      |                                              | 金沢市   |
| I02    | 西泉駅         | 1.0      | 1.0      |                                              | 金沢市   |
| I03    | 新西金沢駅     | 1.1      | 2.1      | IRいしかわ鉄道：IRいしかわ鉄道線（西金沢駅） | 金沢市   |
| I04    | 押野駅         | 1.3      | 3.4      |                                              | 野々市市 |
| I05    | 野々市駅       | 0.6      | 4.0      |                                              | 野々市市 |
| I06    | 野々市工大前駅 | 0.5      | 4.5      |                                              | 野々市市 |
| I07    | 馬替駅         | 1.0      | 5.5      |                                              | 金沢市   |
| I08    | 額住宅前駅     | 0.6      | 6.1      |                                              | 金沢市   |
| I09    | 乙丸駅         | 0.7      | 6.8      |                                              | 金沢市   |
| I10    | 四十万駅       | 1.4      | 8.2      |                                              | 金沢市   |
| I11    | 陽羽里駅       | 0.6      | 8.8      |                                              | 白山市   |
| I12    | 曽谷駅         | 0.5      | 9.3      |                                              | 白山市   |
| I13    | 道法寺駅       | 0.6      | 9.9      |                                              | 白山市   |
| I14    | 井口駅         | 0.8      | 10.7     |                                              | 白山市   |
| I15    | 小柳駅         | 0.7      | 11.4     |                                              | 白山市   |
| I16    | 日御子駅       | 0.7      | 12.1     |                                              | 白山市   |
| I17    | 鶴来駅         | 1.7      | 13.8     |                                              | 白山市   |

### 1972年廃止区間
- 全駅金沢市内に所在。

| 駅名     | 営業キロ | 接続路線・備考 |
| -------- | -------- | -------------- |
| 白菊町駅 | 0.0      |                |
| 野町駅   | 0.8      |                |

### 2009年廃止区間
- 全駅白山市内に所在。
- 営業キロは野町駅からのもの。

| 駅名         | 駅間キロ | 営業キロ | 接続路線・備考 |
| ------------ | -------- | -------- | -------------- |
| 鶴来駅       | -        | 13.8     |                |
| 中鶴来駅     | 0.8      | 14.6     |                |
| 加賀一の宮駅 | 1.3      | 15.9     |                |

### 廃止駅
廃止区間の駅は上表参照。
- 三十苅駅（乙丸 - 四十万間の乙丸から約0.3 km鶴来寄り、1946年以降廃止）
- 月橋駅（日御子 - 鶴来間の日御子から約0.6 km鶴来寄り、1946年以降廃止）

### 過去の接続路線
- 野町駅：北陸鉄道金沢市内線（1967年まで）・松金線（1944年まで）[55]
- 野々市駅：北陸鉄道松金線（1955年まで）[55]
- 鶴来駅：北陸鉄道能美線（1980年まで）
- 加賀一の宮駅：北陸鉄道金名線（1987年まで）

## 現存区間の存廃問題
2023年11月24日のNHKのニュースサイトによれば、北陸鉄道が石川線の存続についての協議会を開き、廃線にして跡地にBRTを運行する案が検討されたものの、バス運転手不足のために2023年8月にBRT化を断念し、今後の支援として（みなし）上下分離方式が検討されていると報じられた。